# サウスピア

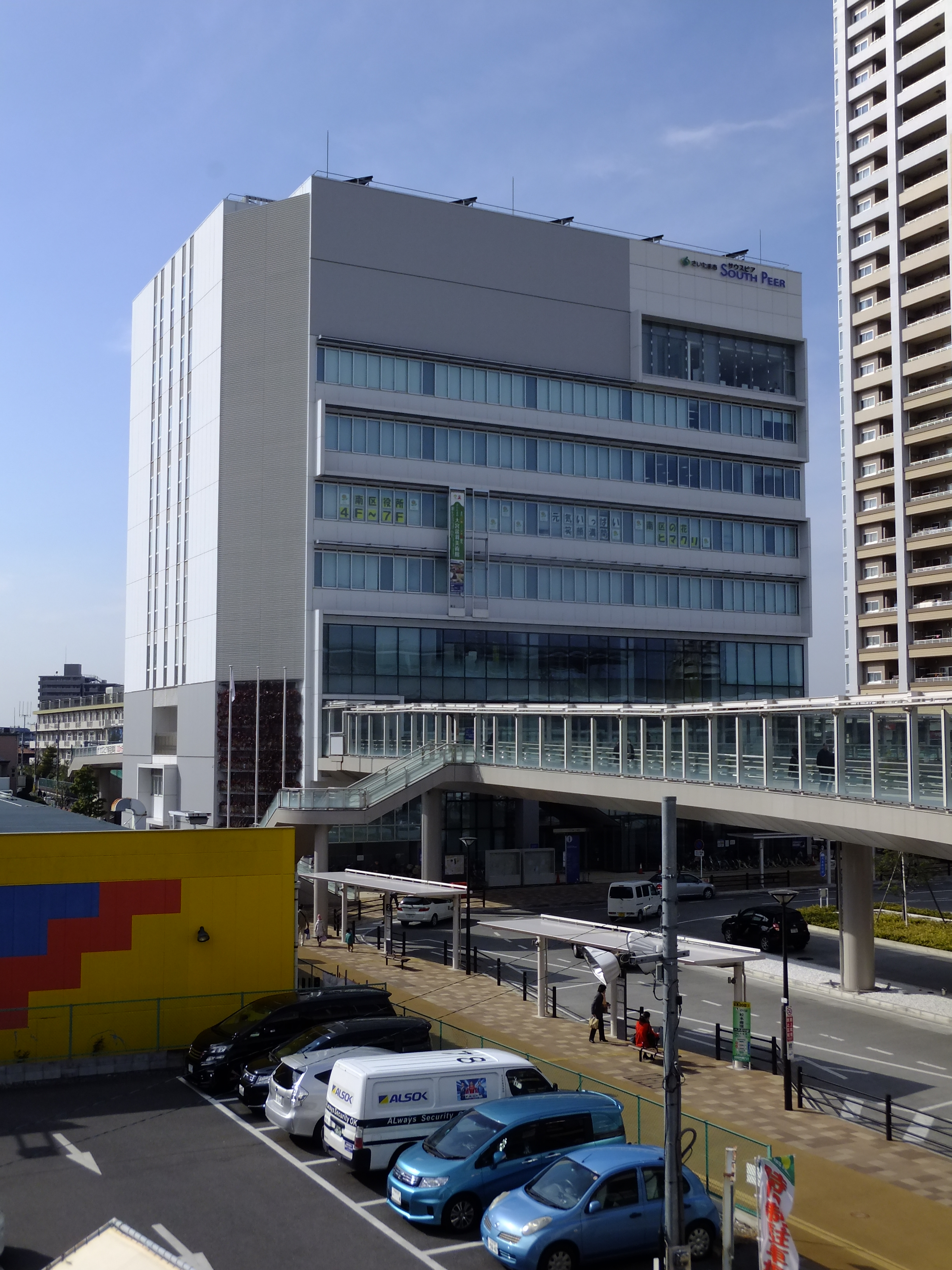
サウスピア（2015年2月）

サウスピアは、埼玉県さいたま市南区別所にある10階建ての公共施設。南区役所やさいたま市立武蔵浦和図書館などが入居する。

## 概要
2003年4月1日、さいたま市が政令指定都市に移行し、南区が発足した。その南区の中心であり、さいたま市の副都心の一つである武蔵浦和駅周辺は再開発によって、超高層タワーが建ち並ぶようになった。その再開発の一環として、駅前に公共複合施設を建設することになった。
南区発足当初から複合施設の中に区役所を入居させる計画であったことから、従来は現在の別所幼稚園のある場所に南区役所の仮庁舎があった。2010年に建設が開始され、2012年5月17日にオープンする予定であったが、同年1月17日に火災が発生し、2013年1月4日にオープンが延期された。サウスピアは武蔵浦和駅西口からペデストリアンデッキで直結となっている。

## 由来
施設愛称のサウスピアは南区のサウスと仲間という意味のピアを合わせたもので、公募によって決定した。

## 施設
南区はさいたま市内で最も平均年齢が低く、子供の人口も多いことから、1階には子育て支援センターみなみがあり、0歳から2歳児のための施設となっている。遊戯室があり、さいたま市内で初めて子供の一時預かりを行っている。
2階・3階はさいたま市立武蔵浦和図書館、4階から7階は南区役所、7階には60歳以上の人が利用できる老人福祉センター武蔵浦和荘がある。8階と9階は武蔵浦和コミュニティセンターとなっていて、多目的ホール、集会室、音楽室などが有料で利用できる。

## 周辺

### 道路
- 国道17号（中山道）
- 埼玉県道213号曲本さいたま線（田島通り）

### 施設
- さいたま市立浦和大里小学校
- 埼玉りそな銀行武蔵浦和支店
- プラウドタワー武蔵浦和マークス
- MUSE CITY ザ・ファーストタワー
  - ニトリ武蔵浦和店
- 別所幼稚園
- さいたま中央郵便局

## アクセス
- 東日本旅客鉄道（JR東日本）埼京線・武蔵野線武蔵浦和駅西口徒歩2分[6]